# 室女座χb
室女座χb(HD 110014 b)是一颗环绕室女座χ运行的太阳系外行星。它位于室女座，距离地球约293.5光年。它的质量至少是木星的11倍，围绕室女座χ公转一周需要835.5个地球日。